# Guillermo Navarro
Pour les articles homonymes, voir Navarro (homonymie).
Guillermo Navarro, né en 1955 à Mexico, est un directeur de la photographie et réalisateur mexicain. Il est membre de l'American Society of Cinematographers depuis 2000.

## Biographie
Guillermo Navarro s'initie à la photographie dès l'âge de 13 ans. Son travail de photographe de plateau amorce son intérêt pour le travail de chef opérateur, auquel il s'initie plus particulièrement en Europe, et notamment à Paris sous la houlette de Ricardo Aronovitch. Il s'installe aux États-Unis en 1994. 
En 1997, il signe la photographie du film Jackie Brown de Quentin Tarantino.
S'ensuivent alors d'autres films à succès comme Stuart Little ou encore Hellboy,.
Comme chef opérateur, Guillermo Navarro devient très vite collaborateur régulier des réalisateurs Guillermo del Toro et Robert Rodriguez. En 2007, il obtient la consécration de la profession en remportant l'Oscar de la meilleure photographie pour Le Labyrinthe de Pan.
Depuis 2013, il est aussi réalisateur de séries télévisées ; il réalise notamment plusieurs épisodes de la série Hannibal. On lui doit également deux épisodes de la série Narcos diffusée sur Netflix.
Sa réalisation suivante est un téléfilm sur la baronne de la drogue Griselda Blanco intitulé La Reine des cartels, avec Catherine Zeta-Jones dans le rôle-titre.

## Filmographie sélective

### Directeur de la photographie
- 1973 : Sur: sureste 2604 de Paul Leduc
- 1979 : Esta voz entre muchas d'Humberto Rios
- 1981 : El Día en que vienen los muertos. Mazatecos de Luis Mandoki
- 1982 : El Día que vinieron los muertos de Luis Mandoki
- 1985 : Amor a la vuelta de la esquina d'Alberto Cortés
- 1989 : Intimidades de un cuarto de baño de Jaime Humberto Hermosillo
- 1990 : Morir en el golfo d'Alejandro Pelayo
- 1991 : Cabeza de Vaca de Nicolás Echevarría
- 1992 : Vinaya de Josse De Pauw et Peter van Kraaij
- 1993 : Dollar Mambo de Paul Leduc
- 1993 : Cronos de Guillermo del Toro
- 1993 : The Cover Girl Murders (téléfilm) de James A. Contner
- 1994 : The Cisco Kid (en) (téléfilm) de Luis Valdez
- 1995 : Desperado de Robert Rodriguez
- 1995 : Groom service (Four Rooms) segment The Misbehavers de Robert Rodriguez
- 1996 : Une nuit en enfer (From Dusk Till Dawn) de Robert Rodriguez
- 1996 : Rêve pour une insomniaque (Dream for an Insomniac) de Tiffanie DeBartolo (en)
- 1996 : Au revoir à jamais (The Long Kiss Goodnight) de Renny Harlin
- 1997 : Spawn de Mark Dippé
- 1997 : Jackie Brown de Quentin Tarantino
- 1999 : Stuart Little de Rob Minkoff
- 2001 : Spy Kids de Robert Rodriguez
- 2001 : L'Échine du Diable (El Espinazo del diablo) de Guillermo del Toro
- 2001 : Silencio roto de Montxo Armendáriz
- 2003 : Disparitions (Imagining Argentina) de Christopher Hampton
- 2004 : Hellboy de Guillermo del Toro
- 2004 : Toothpaste de Ben Younger
- 2005 : Zathura : Une aventure spatiale (Zathura: A Space Adventure) de Jon Favreau
- 2006 : Le Labyrinthe de Pan (El Laberinto del fauno) de Guillermo del Toro
- 2006 : La Nuit au musée (Night at the Museum) de Shawn Levy
- 2007 : Blood Brothers de Vishal Bhardwaj
- 2008 : Hellboy 2 : Les Légions d'or maudites (Hellboy II: The Golden Army) de Guillermo del Toro
- 2008 : It Might Get Loud de Davis Guggenheim
- 2011 : Twilight, chapitre IV : Révélation, 1re partie de Bill Condon
- 2012 : Twilight, chapitre V : Révélation, 2e partie de Bill Condon
- 2013 : Pacific Rim de Guillermo del Toro
- 2014 : La Nuit au musée : Le Secret des Pharaons (Night at the Museum: Secret of the Tomb) de Shawn Levy
- 2017 : Star Trek: Discovery (série télévisée) - saison 1, épisode 1
- 2018 : Séduction fatale (London Fields) de Mathew Cullen
- 2018 : La Reine des cartels (Cocaine Godmother) (téléfilm) de lui-même
- 2019 : Le Voyage du Docteur Dolittle (Dolittle) de Stephen Gaghan

### Réalisateur
- 2013 : Hannibal (série télévisée), saison 1, épisodes 9 et 11
- 2015 : Hannibal (série télévisée), saison 3, épisodes 5, 10 et 12
- 2015 : Narcos (série télévisée), saison 1, épisodes 3 et 4
- 2017: Sleepy Hollow (série télévisée), saison 3, épisode 4
- 2018 : Cocaine Godmother (téléfilm)
- 2022 : Le Cabinet de curiosités de Guillermo del Toro (Guillermo del Toro's Cabinet of Curiosities) (série TV) - 1 épisode